# Magnetische Feldkonstante
Die magnetische Feldkonstante μ0, auch magnetische Permeabilität des Vakuums (nicht empfohlen: Induktionskonstante), ist eine physikalische Konstante, die eine Rolle bei der Beschreibung von Magnetfeldern spielt. Sie gibt das Verhältnis der magnetischen Flussdichte zur magnetischen Feldstärke im Vakuum an. Der Kehrwert der magnetischen Feldkonstanten (mit einem Vorfaktor 4π) tritt als Proportionalitätskonstante im magnetostatischen Kraftgesetz auf.

## Terminologie
Historisch hatte die Konstante μ0 verschiedene Namen. Bis 1987 sprach man von der „magnetischen Permeabilität des Vakuums“. Jetzt heißt sie in der Physik und in der Elektrotechnik „magnetische Feldkonstante“. Das Internationale Büro für Maß und Gewicht bevorzugt seit 2019 die Bezeichnung „vacuum magnetic permeability“, ebenso wie CODATA. Die Internationale Elektrotechnische Kommission verwendet im englischen beide Begriffe synonym (magnetic constant zuerst genannt); für die deutsche Sprache nennt sie nur „magnetische Feldkonstante“ und lehnt den Begriff „Induktionskonstante“ ausdrücklich ab.
In {\displaystyle \mu =\mu _{r}\mu _{0}} bezeichnet {\displaystyle \mu _{0}} die magnetische Feldkonstante und {\displaystyle \mu _{r}} die relative Permeabilität.

## Wert
Der Wert der magnetischen Feldkonstanten im Internationalen Einheitensystem (SI) war bis 2019 durch die damalige Definition der Maßeinheit Ampere festgelegt. Nach dieser Definition übten zwei parallele, unendlich lange Leiter im Abstand von einem Meter im Vakuum, die beide von einem elektrischen Strom mit einer Stromstärke von 1 Ampere durchflossen werden, pro Meter Leiterlänge eine Kraft von 2e-7 Newton aufeinander aus. Aus dem Ampèreschen Kraftgesetz folgte damit ein exakter Wert der magnetischen Feldkonstante:
{\displaystyle \mu _{0}=4\pi \cdot 10^{-7}\mathrm {\frac {N}{A_{alt}^{2}}} =1{,}256\,637\,061\,435\,9\ldots \cdot 10^{-6}{\frac {\mathrm {N} }{\mathrm {A_{alt}^{2}} }}}.
Durch die von der 26. Generalkonferenz für Maß und Gewicht (CGPM) beschlossene Revision der SI-Einheiten ist das Ampere seit dem 20. Mai 2019 auf Basis der Elementarladung e und der Definition der Sekunde definiert. Dadurch wurde die magnetische Feldkonstante eine experimentell zu bestimmende, mit Messunsicherheit behafteten Größe. Der nunmehr per Definition festgelegte Wert der Elementarladung wurde so gewählt, dass das Ampere und damit auch der Wert von {\displaystyle \mu _{0}} möglichst unverändert blieb. Zum Zeitpunkt des Inkrafttretens am 20. Mai 2019 wurde der Wert
{\displaystyle \mu _{0}=1{,}256\,637\,062\,12(19)\cdot 10^{-6}{\frac {\mathrm {N} }{\mathrm {A} ^{2}}}}
angegeben. 
Der aktuell genaueste verfügbare Wert (CODATA 2022) ist
{\displaystyle \mu _{0}=1{,}256\,637\,061\,27(20)\cdot 10^{-6}{\frac {\mathrm {N} }{\mathrm {A} ^{2}}}}

## Einheiten und Naturkonstanten
Die Einheit von μ0  wird je nach Verwendung in verschiedenen SI-Einheiten ausgedrückt, z. B.:
{\displaystyle \left[\mu _{0}\right]={\frac {\mathrm {H} }{\mathrm {m} }}={\frac {\mathrm {N} }{\mathrm {A^{2}} }}={\frac {\mathrm {V\,s} }{\mathrm {A\,m} }}={\frac {\mathrm {Wb} }{\mathrm {A\,m} }}={\frac {\mathrm {Tm} }{\mathrm {A} }}={\frac {\mathrm {kg\,m} }{\mathrm {A^{2}\,s^{2}} }}}
Aus den Maxwell-Gleichungen ergibt sich im SI ein einfacher Zusammenhang zwischen der magnetischen Feldkonstante, der elektrischen Feldkonstante ε0 und der Lichtgeschwindigkeit c:
{\displaystyle \mu _{0}\varepsilon _{0}\,c^{2}=1,} und damit
{\displaystyle \mu _{0}={\frac {1}{\varepsilon _{0}\,c^{2}}}.}
Mit der Feinstrukturkonstante {\displaystyle \alpha }, der Lichtgeschwindigkeit c, der Elementarladung e und der Planck-Konstante h ist  μ0 über
{\displaystyle \mu _{0}={\frac {2\,h\,\alpha }{c\,e^{2}}}}
verknüpft. Da c, e und h für die Definition der SI-Einheiten verwendet werden und dazu im SI exakte Werte haben, ist die relative Messunsicherheit von μ0 gleich der von {\displaystyle \alpha }.